# リュシアン・カペー

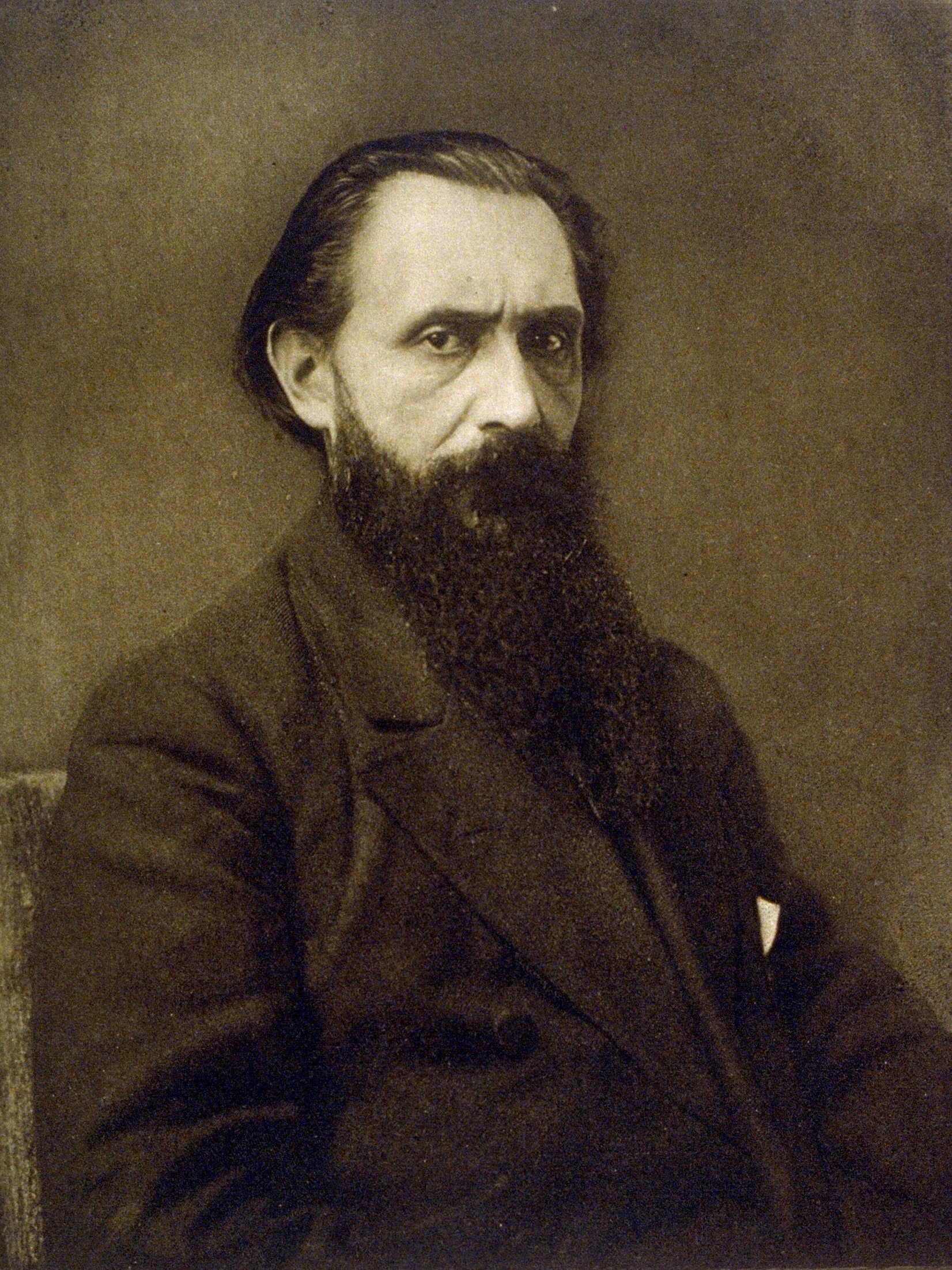

リュシアン・ルイ・カペー（Lucien Louis Capet, 1873年1月8日 – 1928年12月18日）はフランスのヴァイオリニスト・室内楽奏者・音楽教師・作曲家。超絶的な演奏技巧と力強く温かみのある音色とを併せ持ち、ヴィルトゥオーゾとして名を馳せた。

## 略歴
ミドルネームはルイ16世に、姓はフランスの王家（カペー家）にちなんでいるものの、実家はパリの労働者であった。15歳までパリのビストロやカフェーでヴァイオリンを弾いて自活した。パリ音楽院ではモランに師事する。フランス国内の著名なオーケストラとソリストとして共演し、1896年から1899年までラムルー管弦楽団のコンサートマスターに就任した。1899年から1903年までボルドー・聖セシリア協会（Société Sainte-Cécile de Bordeaux ）でヴァイオリンを指導する。

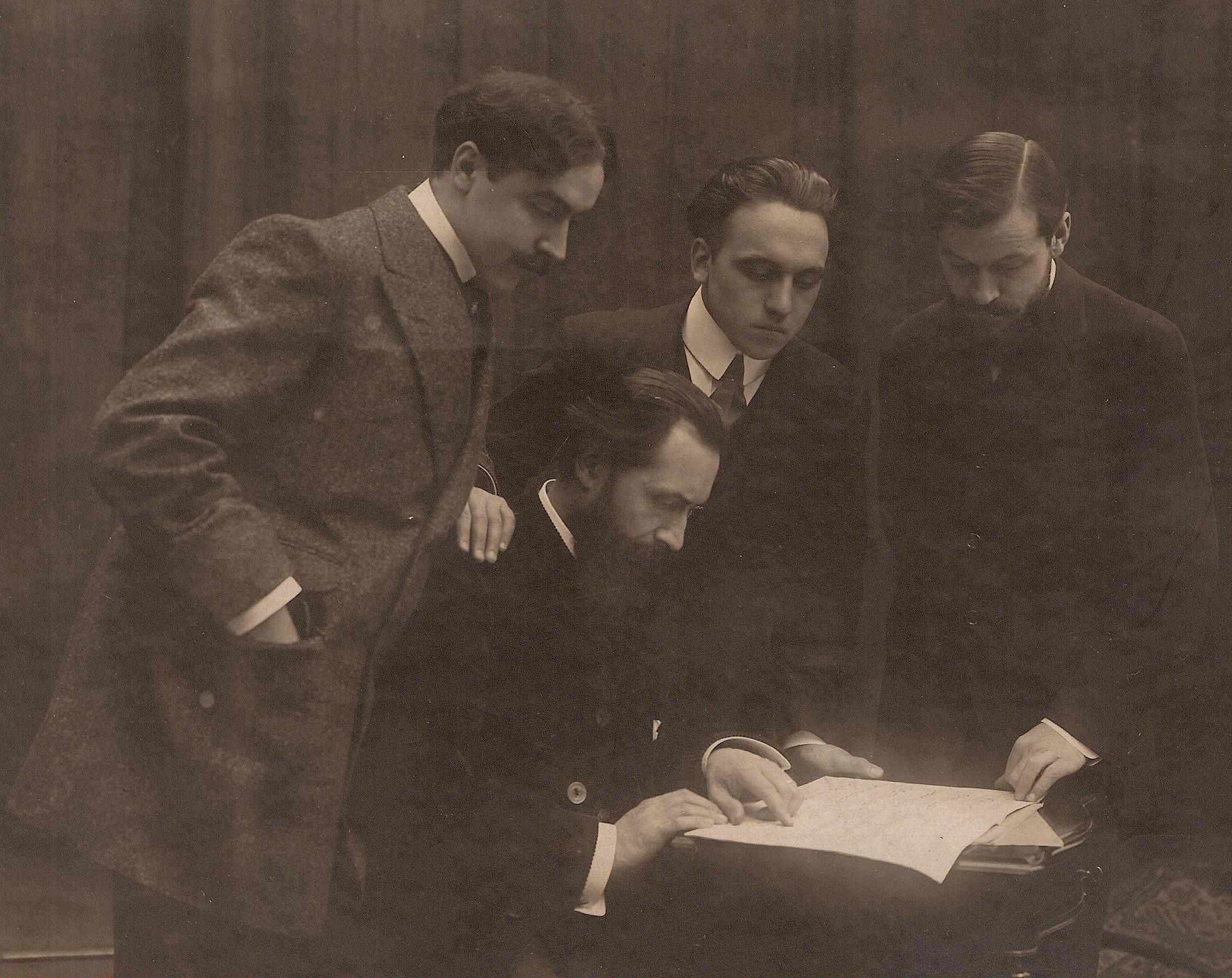
カペー四重奏団
左からアンリ・カサドス、カペー、マルセル・カサドス、モーリス・エウィット

1893年にカペー四重奏団を結成し、ソリストとしてのみならず、室内楽奏者としても成功した。カペー四重奏団は、古典派やベートーヴェン、ロマン派の弦楽四重奏曲の録音を実現させている。1925年ごろから1929年までのおよそ5年間に、ハイドンの『ひばり』やモーツァルトの『不協和音』、ベートーヴェンの『ラズモフスキー第1番』や『ハープ』、シューベルトの『死と乙女』などに加えて、ドビュッシーやラヴェルの弦楽四重奏曲も録音しており、さらにはマルセル・シャンピとの共演で、フランクの『ピアノ五重奏曲ヘ短調』も録音している。なかでもベートーヴェンの『弦楽四重奏曲第14番嬰ハ短調』は、カペー四重奏団の残した名録音の一つに数えられている。自らの死去後は、第2ヴァイオリンを担当していたエウィットが継ぎ、新たに第2ヴァイオリンを加入させて、エウィット四重奏団として、継続をしていた。
カペーは教育者としても一目置かれ、とりわけ運弓技術で名高かった。著名な門弟にヤッシャ・ブロツキー（またはヤッシャ・ブロドスキーとも）とイヴァン・ガラミアンがおり、いずれも今世紀の最も影響力あるヴァイオリン教師となった。『ベートーヴェンの17の弦楽四重奏曲（Les 17 Quatuors de Beethoven ）』や『希望すなわち哲学的著作（Espérances, ouvrage philosophique ）』などの著書があるが、最も重要なのは、ヴァイオリンのボウイング技術のあらゆる側面についての決定的な論文『運弓技術の奥義詳解（La Technique supérieure de l'archet où abondent les exemples et les détails ）』（1916年）である。
カペーは弓職人のジョゼフ・アルチュール・ヴィニュロンと協力して、「リュシアン・カペー型」の弓を作り上げた。ヴィニュロンの設計した弓はリュシアン・カペー型であるとしばしば刻印され、湾曲した一種の三角形の交差部分があり、重心は中心より低めにして弓に安定感を加えたものだった。

## 作品
- 交響詩『運命の輪』 （Le Rouet, poème symphonique）
- 管弦楽曲『宗教的な前奏曲』 （Prélude religieux ）
- 声楽と管弦楽のための『渚にて』 （Devant la mer ）
- ヴァイオリンと管弦楽のための『詩曲』 （Poème ）
- 弦楽四重奏曲（Quatuors à cordes ）（5曲）
- ヴァイオリン・ソナタ（2曲）
- ヴァイオリンのための『練習曲』（6曲）

## 参考資料
- A. Eaglefield-Hull, A Dictionary of Modern Music and Musicians (Dent, London 1924).
- L. Capet, Technique de l'Archet.
- R.D. Darrell, The Gramophone Shop Encyclopedia of Recorded Music (New York, 1936).
- Memoirs of Carl Flesch
- Encyclopedia of the Violin - Alberto  Bachmann